# التلبية
التَّلْبِيَةُ في اللغة هي الإجابة للطلب، وإِجَابَةُ الْمُنَادِي، ويقصد بها في الإسلام ذكر الله بصوت مرتفع في الحج ويقول:
| التلبية | لَبَّيْكَ اللَّهُمَّ لَبَّيْكَ ، لَبَّيْكَ لا شَرٍيك لَك لَبَّيْكَ. إنَّ الحَمْدَ والنِعْمَةَ لَكَ والمُلْك. لا شَرِيِكَ لك | التلبية |

## المعنى
أَنَّهُ قَدْ وَرَدَ فِي الْخَرَشِيِّ عَلَى مُخْتَصَرِ خَلِيلٍ: أَنَّ مَعْنَى التَّلْبِيَةِ الإِجَابَةُ: أَيْ: إِجَابَةً بَعْدَ إِجَابَةٍ وَذَلِكَ أَنَّ اللَّهَ تَعَالَى قَال: (أَلَسْتُ بِرَبِّكُمْ قَالُوا بَلَى) فَهَذِهِ إِجَابَةٌ وَاحِدَةٌ، وَالثَّانِيَةُ: إِجَابَةٌ قَوْله تَعَالَى: (وَأَذِّنْ فِي النَّاسِ بِالْحَجِّ) يُقَال: إِنَّ إِبْرَاهِيمَ- عَلَيْهِ السَّلَامُ- لَمَّا أَذَّنَ بِالْحَجِّ أَجَابَهُ النَّاسُ فِي أَصْلاَبِ آبَائِهِمْ فَمَنْ أَجَابَهُ مَرَّةً حَجَّ مَرَّةً، وَمَنْ زَادَ زَادَ. فَالْمَعْنَى أَجَبْتُكَ فِي هَذَا كَمَا أَجَبْتُكَ فِي ذَلِكَ. وَأَوَّل مَنْ لَبَّى الْمَلاَئِكَةُ، وَهُمْ أَيْضًا أَوَّل مَنْ كَانَ بِالْبَيْتِ.
التلبية مأخوذة من لب بالمكان إذا أقام به، والملبي عند الحج أو العمرة يخبر أنه يقيم على عبادة الله ويلازمها ؛ والمراد تلك العبادة التي دخل فيها سواء كانت حجا أو عمرة.

## حكمها
والتلبية سنة عند الشافعي وأحمد بن حنبل، ورواية عن مالك، وبها قال ابن حزم.
وقال الأحناف: هي شرط من شروط الإحرام فلا يصح بدونها، ويقوم مقامها عندهم ما في معناها من الإعلان عن الحج أو العمرة، من تسبيح أو تهليل أو سوق الهدي، أو تقليده، لأن ذلك كتكبيرة الصلاة مع النية.
ومشهور مذهب مالك أنها واجبة، وفي تركها هدي، وحكي هذا المذهب عن الشافعي أيضا.
ويسن أن تتصل التلبية بالإحرام (بالنية) عند الشافعي وأحمد، ويجب الاتصال عند مالك، ويشترط عند الأحناف، فمن تركها، أو ترك اتصالها بالإحرام اتصالا طويلا عرفا فإن عليه فدية عند القائلين، بالوجوب أو بالشرطية، إلا إذا انعقد الإحرام بما يغني عنها كالتسبيح وغيره عند الأحناف.

## لفظ التلبية وتفسيره
شرح النووي على مسلم حدثنا يحيى بن يحيى التميمي قال قرأت على مالك عن نافع عن عبد الله بن عمر رضي الله عنهما أن تلبية رسول الله ﷺ لبيك اللهم لبيك لبيك لا شريك لك لبيك إن الحمد والنعمة لك والملك لا شريك لك قال وكان عبد الله بن عمر راوي الحديث يزيد مع هذا قوله: لبيك وسعديك، والخير بيديك. والرغباء إليك والعمل. متفق عليه
وجاء في رواية جابر مثل ما جاء في رواية ابن عمر ثم قال جابر والناس يزيدون: ذا المعارج ونحوه من الكلام. والنبي يسمع فلا يقول لهم شيئا رواه أحمد ومسلم
وفي رواية عن أبى هريرة أن النبي قال في تلبيته: لبيك إله الحق لبيك رواه أحمد والنسائي
وفي رواية ابن عباس: كانت تلبية النبي: «لَبَّيْكَ اللَّهُمَّ لَبَّيْكَ ، لَبَّيْكَ لا شَرٍيك لَك لَبَّيْكَ. إنَّ الحَمْدَ والنِعْمَةَ لَكَ والمُلْك. لا شَرِيِكَ لك»، رواه أحمد بسند رجاله ثقات.
ومعنى لبيك أجيبك إجابة بعد إجابة، وهي منصوبة على المصدرية، والتثنية في هذا اللفظ ليست حقيقية، بل هي للتكثير والمبالغة.
قال ابن عبد البر: قال جماعة من أهل العلم، معنى التلبية: إجابة دعوة إبراهيم حين، أذن في الناس بالحج. جاء هذا عن عدد من الصحابة والتابعين، ومثله لا يقال من قبل الرأي
.(هذا) والسنة أن تلبي بأي صيغة من هذه الصيغ الواردة عن النبي ﷺ بالاتفاق، والذي فيه الخلاف هو أن يزيد الملبي من عند نفسه شيئا من ذكر الله، فالجمهور على أن الملبي له أن يزيد ما يشاء، مستدلين، بما ذكر من زيادة ابن عمر وغيره، وحكى ابن عبد البر عن مالك. الكراهة، وهو أحد قولي الشافعي.
والراجح عدم كراهة الزيادة لما تقدم، ولأن تلبية النبي ليست منحصرة في صيغة، أو صيغ معينة، وكذلك أصحابه، بدليل ما تقدم.
- (فائدة) لا يلبي بغير العربي إلا من عجز عن العربية عند مالك والشافعي وأحمد، وقال الأحناف: تصح التلبية وما يقوم مقامها من ذكر بغير العربية، وإن أحسنها، والتلبية لا تكون إلا باللسان، فلو حرك القلب بها لم يعتد بها.

## حكم الجهر بالتلبية
يستحب رفع الصوت بالتلبية رفعا لا يضر بالملبي ولا بغيره عند الحنفيين، والشافعي في الجديد ومالك وابن حزم وأحمد، غير أن أحمد يكره رفع الصوت بها في الأمصار ومساجدها، ويستحبها في مكة والمسجد الحرام ومسجد منى وعرفة ؛ لأن ابن عباس سمع رجلا يلبي بالمدينة فقال: إن هذا لمجنون، إنما التلبية إذا برزت.
والمرأة ترفع صوتها كالرجل، وقال بعضهم لا ترفع المرأة صوتها، ورد عليهم ابن حزم بأن هذا تخصيص بلا مخصص وساق أدلة على رفع أمهات المؤمنين، أصواتهن، وعلى رفع عائشة صوتها بالتلبية، وذكر أن ما روي عن ابن عباس وابن عمر من أن المرأة لا ترفع صوتها بالتلبية لا يصلح دليلا ؛ لأنه روي بسند ضعيف. والقائلون بأنها لا ترفع قالوا: إن رفع صوت المرأة عموما مكروه وليس حراما ولا عورة.
والدليل على استحباب الجهر بالتلبية حديث السائب بن خلاد أن النبي ﷺ قال: أتاني جبريل فقال: مر أصحابك فليرفعوا أصواتهم بالتلبية أخرجه الترمذي وغيره وقال الترمذي: حسن صحيح، وزاد في رواية: فإنها من شعائر الدين.

## فضل التلبية ووقتها
يدلك على فضل التلبية وشرفها وعظيم ثوابها هذان الحديثان
- الأول: حديث سهل بن سعد أن النبي قال: ما من مسلم يلبي إلا لبى من عن يمينه وشماله من حجرأو شجر أو مدر حتى تنقطع الأرض من ها هنا وهاهنا أخرجه ابن ماجة، والبيهقي والترمذي والحاكم وصححه
- الثاني: عن أبي هريرة أن النبي قال: ما أهل مهل قط ولا كبر مكبر قط إلا بُشِّرَ. قيل يا رسول الله بالجنة ؟ قال نعم أخرجه الطبراني في الأوسط بسندين رجال أحدهما رجال الصحيح

ولذا قال العلماء: يستحب الإكثار من التلبية، والإتيان بها عند الانتقال من حال إلى حال، فيلبي عقب الصلاة الفرض وكلما ارتفع فوق مكان عال، أو هبط إلى واد، أو لقي ركبا، أو دخل في وقت السحر، ويجهر بالتلبية كما سبق ولو كان في مسجد، وإذا أعجبه شيء قال: لبيك إن العيش عيش الآخرة.

## مدة التلبية
على المحرم أن يقوم بالتلبية على الوجه السابق من وقت الإحرام إلى وقت رمي الجمرة الأولى - جمرة العقبة - يوم النحر بأول حصاة، لأن ذلك هو الثابت عن النبي وهو القائل: خذوا عني مناسككم وهو رأي جمهور الأئمة والفقهاء.

## وصلات خارجية
- موقع الحج والعمرة.